# Фун Поупоу
Фун Поупоу (иер. трад. 馮寶寶, упр. 冯宝宝, ютпхин: Fung4 Bou2bou2, род. 30 октября 1953 либо 1954 года в Сандакане, Британское Северное Борнео), также известная как Фэн Баобао и Петрина Фун — гонконгская, китайская и тайваньская кино- и телеактриса, а также певица. Наиболее известна по первому этапу своей карьеры (в 1956—1971 годах, с 3-летнего возраста), является, возможно, самым известным ребёнком-актёром в истории кинематографа китайского региона; в связи с этим известна также как «Ширли Темпл Востока» или «Гонконгская Ширли Темпл».
Младшая из «Семи Кантонских Принцесс» (группы наиболее популярных молодых актрис кантонскоязычного кино 1960—1970-х годов).

## Биография
Фун Поупоу родилась 30 октября 1954 года на территории Сандакана (Британское Северное Борнео) и была удочерена пятым ребёнком в семье кантонскоязычного режиссёра и характерного актёра Фэн Фэна и актрисы и певицы Чён Сютъин. Детство Поупоу прошло на родине приёмного отца в Чжуншане (Гуандун).
Большая часть семьи имела отношение к кинематографу; из 11 родных и приёмных детей режиссёра, помимо Поупоу, широкую известность получили ещё трое — старшая дочь Фун Соупоу (актриса) и сыновья Фун Хакъон (каскадёр, режиссёр, постановщик и актёр во многих «кунфу-фильмах», чаще в отрицательных ролях) и Фун Катлун (продюсер и сценарист).
Первая киносъёмка Фун Поупоу состоялась в 1956 году в фильме Little Sweetheart (кит. трад. 小冤家), когда ей было не более 3 лет. Через несколько лет девочка уже активно снималась как признанная юная актриса, снявшись только за «рекордный» 1961 год в более чем 30 картинах. В том же 1961 году её крестной матерью стала известная актриса Линда Линь Дай. C 11-летнего возраста Фун Поупоу также периодически снималась и в фильмах на севернокитайском, в частности, исполняла одну из основных ролей в первых цветных фильмах жанра уся (трилогии 1965—1967 годов на основе сюжета о Монастыре Красного Лотоса). Впоследствии девочка также много снималась в этом жанре, в том числе, в большом количестве «мужских» ролей.
На волне популярности дочери, в 1961 или 1962 году (по разным сведениям) Фэн Фэн основал «её собственную» кинопродюсерскую компанию Bo Fung (иер. трад. 寶峰影業公司, ютпхин: Bou Fung Jingjip Gungsi), поставившую около десятка фильмов.
В 1970—1971 годах молодая актриса, уставшая от «конвейера» съёмок, решает порвать с кино и уезжает в Великобританию для получения образования в области дизайна. Вернувшись несколькими годами позднее, она стала работать как дизайнер, но не имела коммерческого успеха, и в итоге стала вновь строить свою экранную карьеру уже как взрослая актриса, на этот раз не только на большом, но и на телеэкране — её первая работа с телекомпанией ATV относится к 1976 году.
28 июня 1977 года в первый раз вышла замуж, родив в этом браке двух сыновей (в 1981 и 1983 годах), со старшим из которых принимала участие в кампании социальной рекламы Гонконгской ассоциации планирования семьи под девизом «Двух достаточно». В 1986 году брак распался, причём из-за занятости на съёмках и актёрского стиля жизни, актрисе на тот момент не смогла сохранить за собой право опеки над детьми (впоследствии она воссоединилась с уже выросшими сыновьями).
В 1997 году Фун Поупоу вторично выходит замуж за известного малайзийского архитектора Юн Сиучуэня. Последние годы постоянно перемещается между Гонконгом и Куала-Лумпуром.
В конце 2010 года переехала на знакомый ей с юности остров Пинанг и планировала заняться написанием мемуаров, однако на июнь 2015 к этому ещё не приступала.
С 2014 года вновь активизировалась в кино, снявшись, в частности, в главных ролях полнометражном семейном фильме Wonder Mama Клифтона Коу и короткометражной драме Селии Кинг-Ли LilyMoon. Помимо этого, в 2014 году китайско-малайзийские СМИ сообщали о намерении кинематографистки сделать режиссёрский дебют, сняв киноленту об актрисе Жуань Линъюй.

## Награды и номинации
Hong Kong Film Awards:
- 1989 — Номинация в категории «Лучшая женская роль» за фильм Beyond the Sunset / «За закатом»
- 1992 — Приз за лучшую женскую роль второго плана (фактически — заглавную роль) в фильме 92 Legendary La Rose Noire / «92 Чёрная Роза против Чёрной Розы»
- 1993 — Приз за лучшую женскую роль второго плана (матери главной героини) в фильме C’est la vie, mon chéri / «Новая бесконечная любовь». Эта роль также была номинирована в той же категории на тайбэйском фестивале Golden Horse.
- 1999 — Номинация в категории «Лучшая женская роль» за фильм Mother of a Different Kind / «Не обычная мать».

Кроме того, три фильма с участием актрисы включались в избранные списки фильмов:
- The Great Devotion (1960) — № 65 в списке 100 лучших китайских кинолент по версии отборочной комиссии Hong Kong Film Awards[13]) (2005).
- Уже упомянутые выше «92 Чёрная Роза против Чёрной Розы» (1992) и «Новая бесконечная любовь» (1993) в списке 100 «must see» фильмов Гонконга, изданном в 2011 году Гонконгским Департаментом Культуры и Отдыха[англ.] и Гонконгским Киноархивом[англ.][14].

По карьере актрисы в целом
- Звезда № 47 на Гонконгской Аллее Звезд[англ.][15].

## Фильмография
Полная фильмография Фун Поупоу включает, по разным источникам, от 153 до 240 кинофильмов, из которых не менее 80 было снято до достижения ею 10-летнего возраста (у самой актрисы в детстве киносъёмки ассоциировались прежде всего с трудной работой не по собственному выбору, поэтому большинство своих фильмов тех лет она сама не смотрела или посмотрела уже ближе к концу карьеры, «наконец примирившись со своим прошлым»), не менее 125 — до совершеннолетия. Вернувшись к съёмкам во взрослом возрасте, актриса продолжила работу на серьёзном драматическом уровне, также создав ряд запоминающихся образов.
Активная кинокарьера актрисы приостановилась в конце 1990 годов, с тех пор она преимущественно появлялась в камео-ролях кинокомедий, не исключая однако возвращения в серьёзным съёмкам. В 2014-2015 годах снялась в главных ролях фильмов Wonder Mama и LilyMoon, а  также сыграла одну из вспомогательных ролей триллера Daughter.
Её роли в кино и на телевидении включают ряд таких полулегендарных и исторических личностей, как императрицы Фу Чжэнь и У Цзэтянь, классические красавицы Китая Ян Гуйфэй и Си Ши, а также сын женщины-полководца Му Гуйин Ян Вэньгуан. Последняя, как травести-роль, отнюдь не является исключением в карьере актрисы, так как ещё в юности (в 1960-х годах), активно снимаясь в фильмах жанра уся, она играла мужских (подростковых) персонажей не менее, чем в 26 фильмах, включая таких достаточно известных персонажей буддистской и даосской мифологии как Чэньсян, Красный Мальчик и Нэчжа.

### Работы озвучивания
(закадровый вокал в фильмах)
- 1960 — Awaiting the Return of a Prodigal at the Pavilion (望兒亭)
- 1960 — «Сыновняя почтительность» (孝道, Filial Piety)
- 1962 — «Красный Мальчик» (紅孩兒, Scarlet Boy / Battles with the Red Boy)
- 1962 — «Звёздочка счастья» (小福星, My Little Lucky Star / The Little Happy Star)
- 1963 — Magic ring / The Jade Ring and the Powerful Monster (王戒神魔)
- 1995 — «Не обычная мать» (不一樣的媽媽, Mother of a Different Kind)
- 2009 — Все хорошо, что хорошо кончается 2009 (家有囍事2009, All’s Well Ends Well 2009)

### Телесериалы
(Транскрипции названий и имена персонажей приведены в соответствии с языком сериала, либо — если такой информации нет — в варианте чтения на севернокитайском)

### Сценарная работа в кино
Фун Поупоу выступила в качестве консультанта при написании сценария фильма Road To Dawn/Before the Sunrise (2007), посвящённого пребыванию на Пинанге Сунь Ятсена во второй половине 1910 года.

### Фун Поупоу как кинообраз
Отсылки в раннему образу ребёнка-актрисы несколько раз использовались в кантонскоязычном гонконгском кино 1990-х годов. В частности, в фильме Yesteryou, Yesterme, Yesterday (1993), где взрослая Фун Поупоу играла мать главного героя-подростка, последний вспоминает об актрисе во сне, где ему снится эпизод из одного из её фильмов начала 1960-х годов.
Кроме того, персонажа по имени Фун Поупоу или просто Поупоу в фильмах 1993—1996 несколько раз играла бывшая в те годы ребёнком актриса Аннабель Ли (Лэй Хиутун, 李曉彤)

### Дискография
(грампластинки, позже аудио-компакт-диски)
- 1965 — 天上一顆星 (東宝, Hong Kong)
- 1966 — 我一見你就笑, I See You Smile (東宝)
- 1966 — 提醒你, Sad Movie (東宝)
- 1966 — Hanky Panky A' Go-Go (東宝)
- 1966 — Come On Silly Boy (東宝)
- 1967 — San Francisco (東宝)
- 1967 — The Best Of Fong Po Po (東宝)
- 1967 — 知心話 (東宝)
- 1967 — You Only Live Twice (東宝)
- 1970 — Over And Over (東宝)[42]
- 1985 — 明星之歌 (серия 百代百年系列 18, EMI Music Hong Kong)

### Участие в рекламе
- В детстве — рекламировала ароматическое масло своего имени[43].
- 1982 — принимала участие в кампании социальной рекламы Гонконгской ассоциации планирования семьи[англ.] под девизом «Двух достаточно».